# Вендров, Морис Иосифович
Морис Иосифович Вендров (13 сентября 1928, Ленинград — 22 августа 2005, Магдебург) — советский и российский звукорежиссёр, педагог, заслуженный работник культуры РСФСР.

## Биография
Окончил Ленинградский институт киноинженеров. Доцент кафедры телевизионной режиссуры Санкт-Петербургской государственной академии театрального искусства, преподавал в киношколе «Кадр». В конце 1990-х годов переехал в Германию, где читал лекции. Автор коллажей, фотографий и музыкальных композиций. Участвовал со своими художественными работами в нескольких выставках в Магдебурге. Автор книги «Звук в телевизионной программе».
Звукорежиссёр более ста игровых и документальных фильмов, снятых на киностудиях «Лентелефильм» и «Ленфильм». В 2001 году в Гамбурге на студии Виктора Королёва Viliol был снят фильм о Морисе Вендрове, режиссёр Владлен Иванов.
Среди наиболее известных:
1. 1967 — Дорога домой (реж. Юлиан Панич)
2. 1971 — Проводы белых ночей (реж. Юлиан Панич)
3. 1973 — Лето в Бережках (реж. Игорь Масленников)
4. 1975 — На всю оставшуюся жизнь… (реж. Пётр Фоменко)
5. 1979 — Незнакомка (реж. Александр Белинский)
6. 1982 — Эзоп (реж. Олег Рябоконь)
7. 1985 — Иван Павлов. Поиски истины (реж. Карен Геворкян)
8. 1987 — Дядя Ваня (реж. Евгений Макаров)
9. 1987 — Железный дождь (реж. Евгений Макаров)
10. 1988 — Физики (реж. Олег Рябоконь)
11. 1990 — Хмель (реж. Виктор Трегубович)
12. 1996 — Дни ненастья (реж. Юлий Карасик)

## Семья
- Отец — Вендров, Иосиф Минасьевич, партийный работник.
- Мать — Вендрова, Двойра Рахмиелевна, урождённая Столяр, преподаватель английского языка.
- Жена — Вендрова, Людмила Давидовна, урождённая Вайнер, хоровой дирижёр.
- Сын — Вендров, Игорь Морисович.
- Внуки — Вендрова, Рина, Вендров, Менаше Рахмиэль и Вендров, Авраам Берл.